# Antonio Latini
Antonio Latini (1642–1692), nativo de la pequeña comunidad (comune) de  Collamato en Le Marche, fue camarero de Cardenal Antonio Barberini, cardenal nepote del Papa Urbano VIII en Roma y después de Don Esteban Carillo Salcedo, primer ministro de  virrey español de Nápoles. Es conocido por ser el autor del libro de cocina Lo scalco alla moderna  "el camarero moderno",

## Biografía
Latini se desplazó a la ciudad de Roma a la edad de dieciséis años y trabajó con la familia del Cardenal Barberini. Por turnos fue ayudante de cocina, ayudante de cámara y asistente. Logró aprender los, por aquel entonces teatrales, movimientos de todo maître d'hôtel y trinchador. Con el aprendizaje de estas habilidades pronto logró ascender a posiciones de prestigio, fue condecorado como caballero de la Ordo Militia Aurata por sus servicios. Tras trabajar en Roma y la Corte al servicio de Macerata, Mirandola y Faenza, Latini se dirigió como scalco, o asistente de cámara, a Carillo Salcedo en el año 1682.
En Nápoles Latini pudo comercializar algunos de sus mejores productos y servicios al por entonces español denominado Reino de Nápoles para la mesa de Don Stefano. En su obra Lo scalco alla moderna se hace una breve descripción de las frutas y especialidades locales establecidas en el Regno, en ella se incluye el uso de aceite de oliva, las verduras empleadas en ensalada que las tilda de "máxima calidad", describe igualmente la experiencia directa con 25 locales de servicio culinario en Sicilia, algunos de ellos: Poggio Reale, Chiaja, colline di Posillipo, Pozzuoli, Procida, Ischia, Capri, Sorrento, Vico, Castell'a mare di Stabbia, Torre del Greco, Granatiello, Monte di Somma, Orta, Nola, Aversa, Cardito, Arienzo, Acerra, Giugliano, Capua, Gaeta, Venafro, Sora, Isola di Sora.

## Obra
La obra Lo scalco alla moderna es una de las más importantes de la historia culinaria europea. Contiene en su primer volumen una temprana receta para la salsa de tomate, aunque no sugiere servirla sobre la pasta. Una de las recetas de tomate que incluye en su libro la denomina alla spagnuola, "al estilo español". En su segundo volumen Latini proporciona una de las primeras recetas para la elaboración de sorbetti.